# Kristiaan Borret
Kristiaan Borret, né le 9 mars 1966 à Gand, est architecte et professeur belge. Entre 2006 et 2014, il est le bouwmeester maître-architecte de la ville d'Anvers. En décembre 2014, il est nommé bouwmeester maître-architecte de la Région de Bruxelles-Capitale. Il vit à Forest.

## Biographie
Kristiaan Borret naît en 1966 à Gand
Il étudie l'ingénierie civile-architecte (1990) et la philosophie (1993) à la Katholieke Universiteit te Leuven et les sciences politiques à l'Université catholique de Louvain (1991) et obtient une maîtrise en design urbain de l'Université polytechnique de Catalogne (1995).
Après ses études, il travaille d'abord comme designer urbain au sein de l'équipe de projet de design urbain de la KU Leuven. Il rejoint le département d'architecture et d'urbanisme de l'Université de Gand en 1996, à temps partiel depuis 2002. Borret est professeur invité à l'UGent depuis 2005, où il fait partie du projet interdisciplinaire GUST (Gent Urban Studies Team).
De 2002 à 2006, Borret est principalement actif dans le domaine de l'urbanisme, en tant que responsable de l'aménagement du territoire chez Technum.
En 2006, il commence à travailler comme bouwmeester maître-architecte de la ville d'Anvers. En 2013, Kristiaan Borret reçoit le Prix biannuel de la Communauté flamande pour l'architecture et le design. Son mandat s'interrompt en 2014.
En octobre 2014, il devient doyen de la Faculté des sciences du design de l'université d'Anvers et membre du conseil d'administration de l'Institut flamand d'architecture (VAi) et de la revue A+ architecture in Belgium.
Le 11 décembre 2014, le gouvernement bruxellois choisit Kristiaan Borret pour succèder à Olivier Bastin comme bouwmeester maître-architecte de la Région de Bruxelles-Capitale. À la suite de sa nomination, Borret présente au gouvernement une note d'orientation avec sa stratégie.